# 荒井洋一 (経済学者)
荒井 洋一（あらい よういち）は日本の経済学者。専門は計量経済学。早稲田大学社会科学部准教授。

## 経歴
- 1997年3月：国際基督教大学教養学部卒業[1]
- 1999年3月：一橋大学大学院経済学研究科修士課程修了（経済学修士）[1]
- 2004年6月：米国カリフォルニア大学サンディエゴ校大学院経済学博士課程修了、Ph.D.を取得[1]
- 2004年8月：東京大学大学院経済学研究科講師[1]
- 2010年：政策研究大学院大学大学院政策研究科助教授[2]
- 2017年：政策研究大学院大学大学院政策研究科准教授
- 2020年：早稲田大学社会科学部准教授

## 論文
- "Alternative Representations for Asymptotic Distributions of Impulse Responses in Cointegrated VAR Systems," Economics Letters, 67, pp. 261-271, 2000 (with Taku Yamamoto)